# هرمان مسا
هرمان مسا (انگلیسی: Germán Mesa؛ زادهٔ ۱۲ مهٔ ۱۹۶۷) بازیکن بیسبال اهل کوبا بود.